# Dschazīra

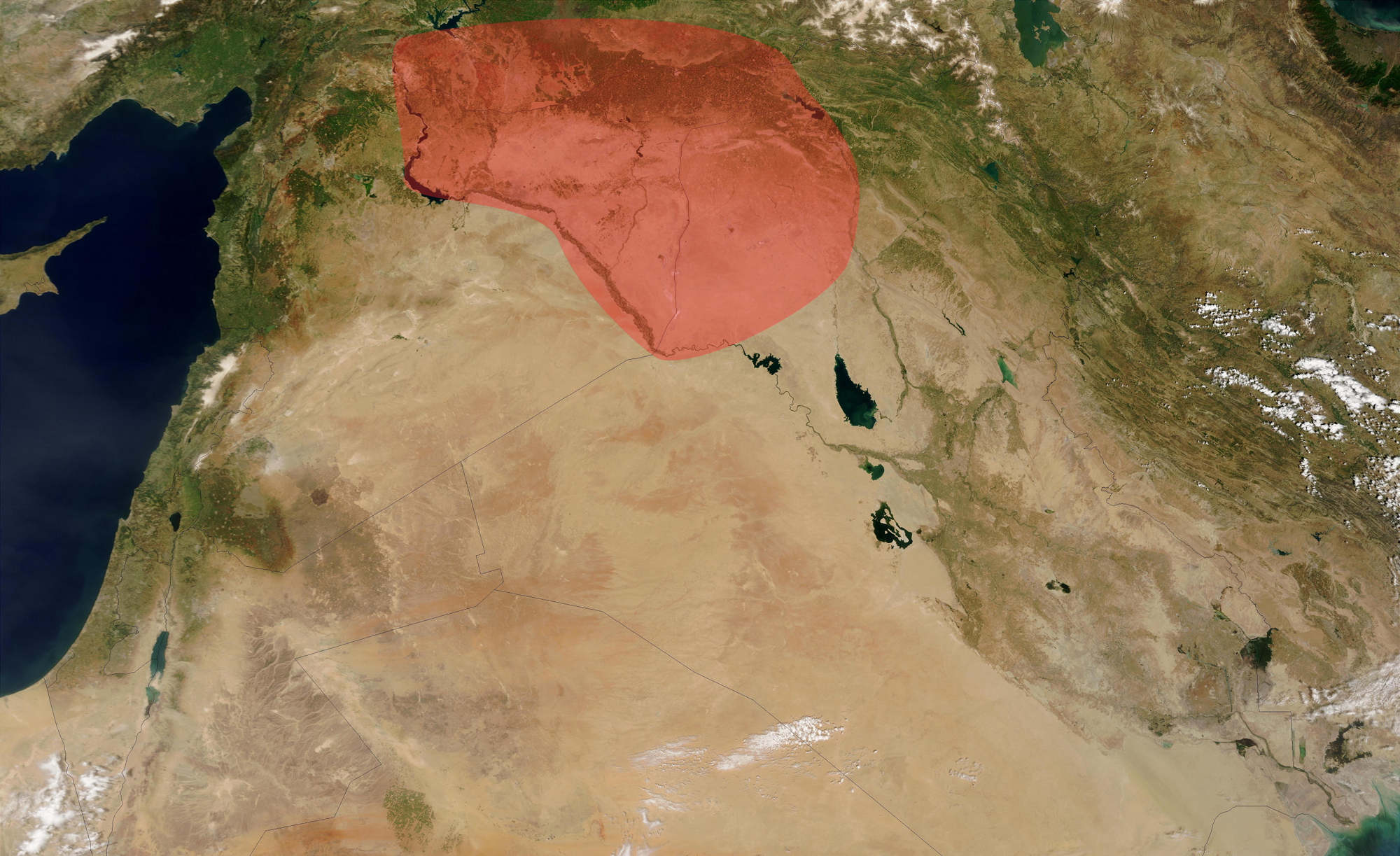
Die Dschazira im Nahen Osten

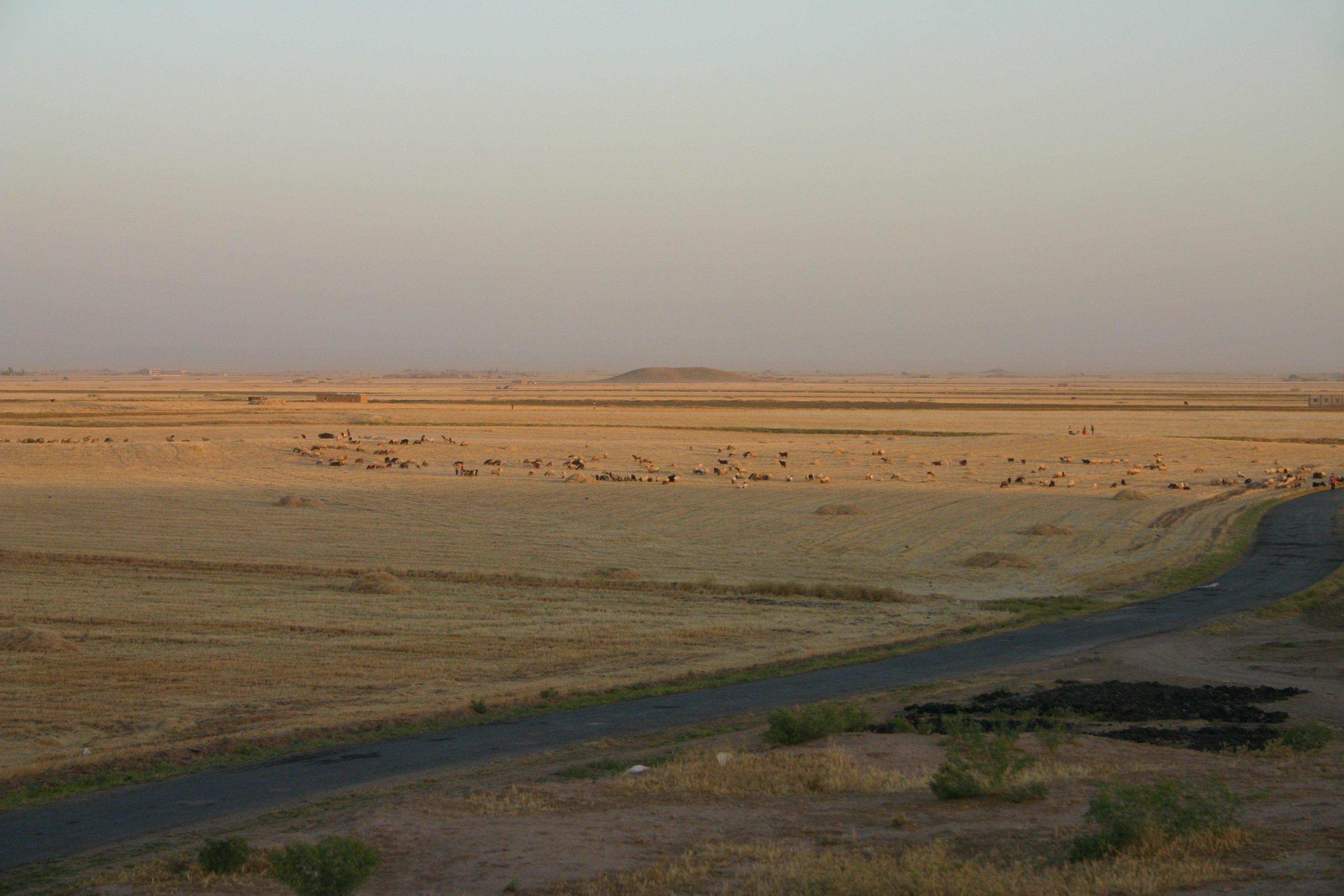
Die Dschazira in Nordostsyrien zwischen Tell Brak und Nusaybin an der türkischen Grenze. Getreide wächst hier im Regenfeldbau. Im Sommer weiden Schafe und Ziegen die Stoppelfelder ab. Juni 2005

Die Dschazīra (arabisch الجزيرة al-Dschazīra, DMG al-Ǧazīra ‚die Insel‘, heute häufig auch al-Dschazīra al-Furātīya / الجزيرة الفراتية / ‚die Euphrat-Insel‘) ist eine Kulturlandschaft im Nordwesten des Irak und im Nordosten Syriens. Andere Schreibweisen sind Dschasira und Dschesireh (z. B. bei Karl May; englisch Jazirah, französisch Djazirah und italienisch Gesireh). Das Gebiet stimmt mit Obermesopotamien überein und erstreckt sich vom Euphrat bis zum Tigris. Es entspricht so dem geographischen Begriff Mesopotamien in der antiken Literatur. Der Chabur entspringt in der Türkei und fließt auf 440 km durch diese Landschaft, bis er am Nordrand der Syrischen Wüste in den Euphrat mündet. Die größeren Städte der Dschazīra sind Mossul, Deir ez-Zor, Raqqa, al-Hasaka und Qamischli. Der westliche syrische Teil entspricht dem Gouvernement al-Hasaka. Die Hauptstadt der westlichen Region ist al-Hasaka. Der östliche irakische Teil ist identisch mit der irakischen Provinz Ninawa. Die Hauptstadt der östlichen Region ist Mossul.

## Geographie

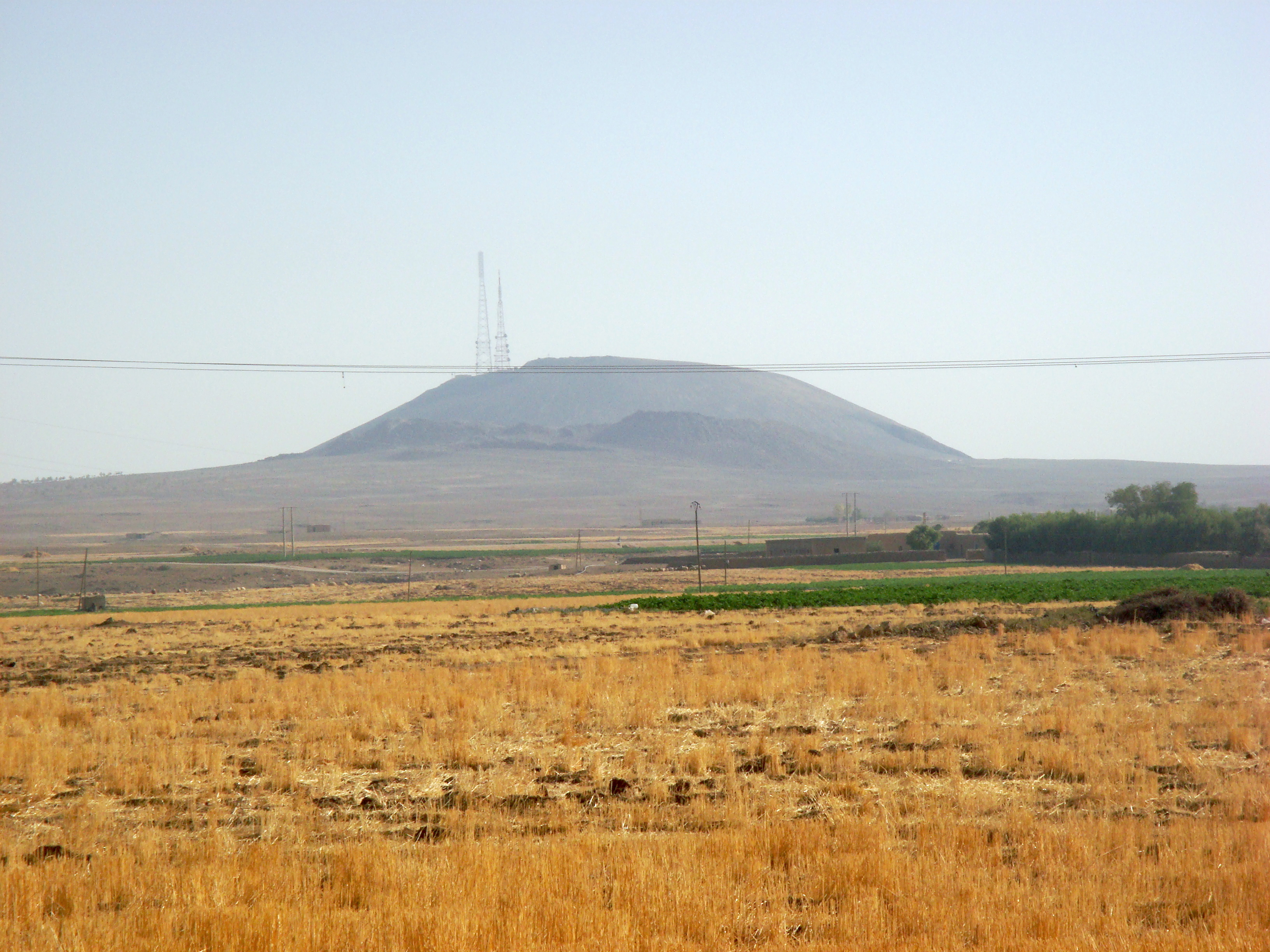
Berg Kokab bei al-Hasaka. August 2009

Die Dschazīra befindet sich im Nordwesten des heutigen Irak und erstreckt sich geographisch bis in heutige Teile von Syrien und der Türkei. Diese Lage zwischen Euphrat und Tigris, den beiden lebensspendenden Flüssen Mesopotamiens, macht die Region zu einem fruchtbaren Gebiet, das historisch als Kornkammer der Region galt. Die Flüsse sorgen nicht nur für fruchtbare Böden, sondern auch für eine reiche Biodiversität und haben die Entwicklung von Bewässerungssystemen ermöglicht, die die landwirtschaftliche Produktivität steigern.
Die Vegetation in der Dschazīra ist ein Spiegelbild der klimatischen und topografischen Vielfalt der Region. In den feuchteren Gebieten dominieren Grasländer und Buschvegetation, während in den trockeneren Bereichen Halbwüsten- und Wüstenvegetation vorherrscht. Die Bodenbeschaffenheit variiert ebenfalls stark, von fruchtbaren Alluvialböden entlang der Flussufer bis zu sandigen und lehmigen Böden in den trockeneren Gebieten. Die natürliche Vegetation und die Bodenbeschaffenheit sind entscheidend für die landwirtschaftliche Nutzung der Region, die seit Jahrtausenden eine wichtige Rolle in der Ernährungssicherheit des Nahen Ostens spielt.
Das Klima in der Dschazīra ist überwiegend kontinental mit heißen Sommern und kühlen bis kalten Wintern. Die Niederschlagsmengen variieren stark und sind in der Regel im Winter höher als im Sommer. Diese klimatischen Bedingungen beeinflussen die landwirtschaftlichen Anbaumuster und die Verfügbarkeit von Wasserressourcen, was wiederum direkte Auswirkungen auf die sozioökonomische Struktur der Region hat.
Die Dschazīra ist nicht nur geographisch, sondern auch wirtschaftlich und sozial eine wichtige Region. Die Landwirtschaft spielt eine zentrale Rolle in der Wirtschaft der Dschazīra. Insbesondere der Anbau von Getreide wie Weizen und Gerste sowie die Viehzucht sind vorherrschend. Die Verfügbarkeit von Wasser durch die beiden großen Flüsse ermöglicht intensive Bewässerungslandwirtschaft, die die Grundlage für die Ernährungssicherheit in der Region bildet.
Die Region steht jedoch auch vor erheblichen Herausforderungen. Dazu gehören Wasserknappheit und -management, Bodenerosion und die Auswirkungen des Klimawandels. Die Übernutzung von Wasserressourcen für die Landwirtschaft hat zu einer Verringerung der Wassermenge in den Flüssen und zu einer Verschlechterung der Wasserqualität geführt. Diese Umweltprobleme erfordern nachhaltige Managementstrategien, um die langfristige Lebensfähigkeit der Region zu sichern.
Historisch gesehen ist die Dschazīra eine Region von großer kultureller Bedeutung. Sie war ein Zentrum früher Zivilisationen in Mesopotamien und hat zahlreiche archäologische Stätten, die Aufschluss über die frühen Besiedlungen und landwirtschaftlichen Praktiken geben. Die kulturelle Vielfalt der Region spiegelt sich auch in der heutigen Zeit in der Vielfalt der Sprachen, Religionen und ethnischen Gruppen wider.

## Geschichte

### Frühe Geschichte
Teile der Dschazīra gehörten im PPNB zu der Region, in der erstmals die Pflanzen und Tiere domestiziert wurden, die auch nach der Kaltzeit bei der Besiedelung Europas mitgenommen wurden. Nordmesopotamien war das Herzstück des antiken Assyriens und eine wirtschaftlich gedeihende Region mit verschiedenen landwirtschaftlichen Produkten wie Früchten und Getreide. Es besaß ein produktives Fertigungssystem für Lebensmittel und Bekleidung. Die Position der Region an den Grenzen zum sassanidischen und byzantinischen Reich machte es später zu einem wichtigen Wirtschaftszentrum. Diese Vorteile bestanden auch noch, als Muslime Teile des byzantinischen Anatoliens erobert hatten. Die Dschazīra umschloss die damaligen sassanidischen Provinzen Arbayestan, Nisibis und Mossul.

### Islamische Reiche

Die Dschazira in frühislamischer Zeit, mit den drei Haupteinteilungen: Diyar Mudar, Diyar Bakr und Diyar Rabi'a

Die arabische Eroberung der Dschazīra erfolgte zur Zeit des zweiten Kalifen ʿUmar ibn al-Chattāb (634–644) im Wesentlichen durch den Prophetengefährten (Sahāba) ʿIyād ibn Ghanm (gest. 641). Er wurde entweder durch ʿUmar oder durch Abū ʿUbaida ibn al-Dscharrāh mit diesem Unternehmen beauftragt. Die Araber führten die ehemalige Verwaltung unverändert weiter mit der Ausnahme, dass sie jetzt bei den Nichtmuslimen die Dschizya-Steuer erhoben. Nichtmuslime hatten außerdem die Muslime mit einem monatlichen Betrag an Getreide und Pflanzenöl zu unterstützen. Zur Zeit Muʿāwiyas (Gouverneur Syriens und späterer Kalif und Gründer der Umayyadendynastie), wurde die Verwaltung der Dschazīra in die Verwaltung Syriens integriert. Während der frühen islamischen Reiche wurde die Verwaltung mit der von Armenien geteilt.
Der Wohlstand der Region und seine hohen landwirtschaftlichen und fertigungstechnischen Erträge machte es zu einem Streitobjekt verschiedener lokaler Herrscher. Mehrere Eroberer versuchten vergeblich, die verschiedenen Städte der ehemaligen sassanidischen Provinzen und die kürzlich eroberte byzantinische Provinz Mesopotamien unter einer Einheit an sich zu binden.
Aber auch die spätere Führungsmacht der Muslime in Bagdad, namentlich die Abbasiden, wollten die Dschazīra unter ihrer direkten Kontrolle haben. Denn zu der Zeit war die Dschazīra auch eine der steuerlich ergiebigsten Provinzen.
Während der frühen Geschichte des Islams war die Dschazīra ein Zentrum der Charidschitenbewegung und musste so andauernd von den Kalifen unterworfen werden. Später etablierten die Hamdaniden, Nachfolger der Charidschiten, im neunten Jahrhundert einen autonomen Staat in der Dschazīra und Nordsyrien. Das Verschwinden der Hamdaniden brachte die Region wieder unter die nominelle Herrschaft der Kalifen in Bagdad, während die echte Herrschaft in den Händen der Buyiden lag.

### Türkische Reiche
Nachdem sie die Herrschaft der Buyiden beseitigt hatten, übernahmen die Seldschuken im 11. Jahrhundert die Macht. Zwischenzeitlich war auch das Byzantinische Reich unter der Makedonischen Dynastie in Randbereiche der Dschazīra vorgedrungen. Dieses Vordringen wurde in der Schlacht bei Manzikert beendet und teilweise rückgängig gemacht. Nach dem Tod des Sultans Malik Schah I. zerbrach das Seldschukenreich in kleinere Staaten. In dieser Zeit gründeten während des Ersten Kreuzzugs die Kreuzfahrer in der Region die Grafschaft Edessa. Aus einer der Herrschaften, die sich im Zerfall des Seldschukenreichs gebildet hatten, konnte der Atabeg von Mossul, Zengi, die Herrschaft über die Dschazīra gewinnen und 1144 die Herrschaft der Kreuzfahrer in Edessa beseitigen. Seine Nachfolger, die Zengiden gewannen auch die Herrschaft über das islamische Syrien, ihre Herrschaft dort wurde aber durch Saladin beseitigt, der die Dynastie der Ayyubiden begründete. Diese lösten bis 1250 auch die Zengidennebenlinien in der Dschazīra weitgehend ab. Die spätere Entwicklung der Region wurde durch den Aufstieg Mossuls und Nisibis', die beide wichtige kommerzielle und produzierende Zentren waren, bestimmt. An der Nordgrenze ihres Reichs rivalisierten die Ayyubiden mit den Rumseldschuken. 1258 eroberten die Mongolen unter Hülegü die Stadt Bagdad und drangen weiter nach Syrien vor, wo sie 1260 in der Schlacht an der Goliathsquelle gestoppt und über den Euphrat zurückgedrängt wurden. In der Folge herrschten Hülegüs Nachfolger, die Ilchane in der Dschazīra, später die Timuriden, die Qara Qoyunlu und die Aq Qoyunlu. Nachdem deren Herrschaft durch die Safawiden gestürzt worden war, griffen die Osmanen ein. 1514 besiegte der Osmanensultan Selim I. den Safawidenschah Ismail I. in der Schlacht bei Tschaldiran. Danach kam die Dschazīra unter die Kontrolle der Osmanen, blieb aber bis zum Vertrag von Qasr-e Schirin 1639 Vorstößen aus dem Iran ausgesetzt. Das Osmanische Reich verlor die Herrschaft im Ersten Weltkrieg.

### Moderne Geschichte
Im Sykes-Picot-Abkommen hatten die Siegermächte die Dschazīra als französisches Einflussgebiet vorgesehen, letztlich wurde sie aber entlang der heutigen syrisch-irakischen Grenze geteilt. Tausende christliche Flüchtlinge aus der Türkei betraten die syrische Dschazīra nach dem Ersten Weltkrieg. Zusätzlich kamen 1933 nach der Unabhängigkeit des Irak 17.000 assyrische Christen und 7000 chaldäische Katholiken wegen Verfolgung und Massakern aus dem Nordirak in das französische Mandatsgebiet, wo sie am Chabur angesiedelt wurden (Chabur-Assyrer).

## Archäologie
Die Dschazīra-Region, gelegen im oberen Mesopotamien zwischen den mächtigen Flüssen Euphrat und Tigris, ist eine der Wiegen der menschlichen Zivilisation. Ihre reiche archäologische Landschaft bietet einzigartige Einblicke in die frühen menschlichen Siedlungen, die Entwicklung urbaner Zentren und die Entstehung komplexer Gesellschaften.
Die archäologischen Funde in der Dschazīra-Region belegen eine kontinuierliche menschliche Besiedlung seit dem Neolithikum. Die günstigen klimatischen Bedingungen und die fruchtbaren Böden entlang der Flussufer des Euphrat und Tigris ermöglichten den frühen Gemeinschaften, sich niederzulassen und Landwirtschaft zu betreiben. Mit der Zeit entwickelten sich aus diesen Siedlungen einige der ersten städtischen Zentren der Weltgeschichte.
Als Teil Mesopotamiens spielte die Dschazīra eine zentrale Rolle in der Entstehung und Entwicklung der mesopotamischen Zivilisation. Die Region war Schauplatz bedeutender historischer Ereignisse und beherbergte Städte, die in den antiken Quellen erwähnt werden. Archäologische Ausgrabungen haben Tempel, Paläste und Archive zutage gefördert, die wertvolle Informationen über die politische Organisation, Wirtschaft, Religion und Kultur der mesopotamischen Reiche liefern.
Die Archäologie in der Dschazīra steht vor zahlreichen Herausforderungen, darunter die Erhaltung von Fundstätten, die Bedrohung durch illegale Grabungen und die Auswirkungen von Konflikten in der Region. Trotz dieser Schwierigkeiten haben Archäologen fortschrittliche Methoden angewandt, um die Vergangenheit zu erforschen. Dazu gehören Fernerkundungstechniken, die Analyse von Satellitenbildern und geophysikalische Untersuchungen, die es ermöglichen, verborgene Strukturen unter der Erdoberfläche zu identifizieren.
Einige der bedeutendsten archäologischen Entdeckungen in der Dschazīra umfassen die Ausgrabung von Tell Schech Hamad, der antiken Stadt Dur-Katlimmu. Diese Fundstätte hat wichtige Erkenntnisse über das mittelassyrische Reich geliefert und beinhaltet unter anderem die Überreste eines Palastes und eines umfangreichen Archivs mit Keilschrifttafeln. Diese Texte bieten Einblicke in die Verwaltung, das Rechtswesen und die Wirtschaft der assyrischen Gesellschaft.

## Gegenwärtige Situation
Dschazīra ist eine der vier Erzdiözesen der Syrisch-Orthodoxen Kirche von Antiochien. Die anderen befinden sich in Aleppo, Homs und Damaskus.
In den letzten 40 Jahren sind viele Christen aus diesem Gebiet ausgewandert. Wichtige Gründe waren die Dürren, die Auswanderung der Christen aus der Türkei und der Einstrom von Kurden aus dem Osten. In neuester Zeit verstärkte sich dieser Trend durch den Ausbruch des syrischen Bürgerkriegs 2011.